# Compsibidion multizonatum
Compsibidion multizonatum är en skalbaggsart som beskrevs av Martins 1969. Compsibidion multizonatum ingår i släktet Compsibidion och familjen långhorningar. Inga underarter finns listade i Catalogue of Life.